# Nkawkaw
Nkawkaw est une commune du Kwahu ouest au Ghana. Elle est la capitale du district de Kwahu ouest.

## Démographie

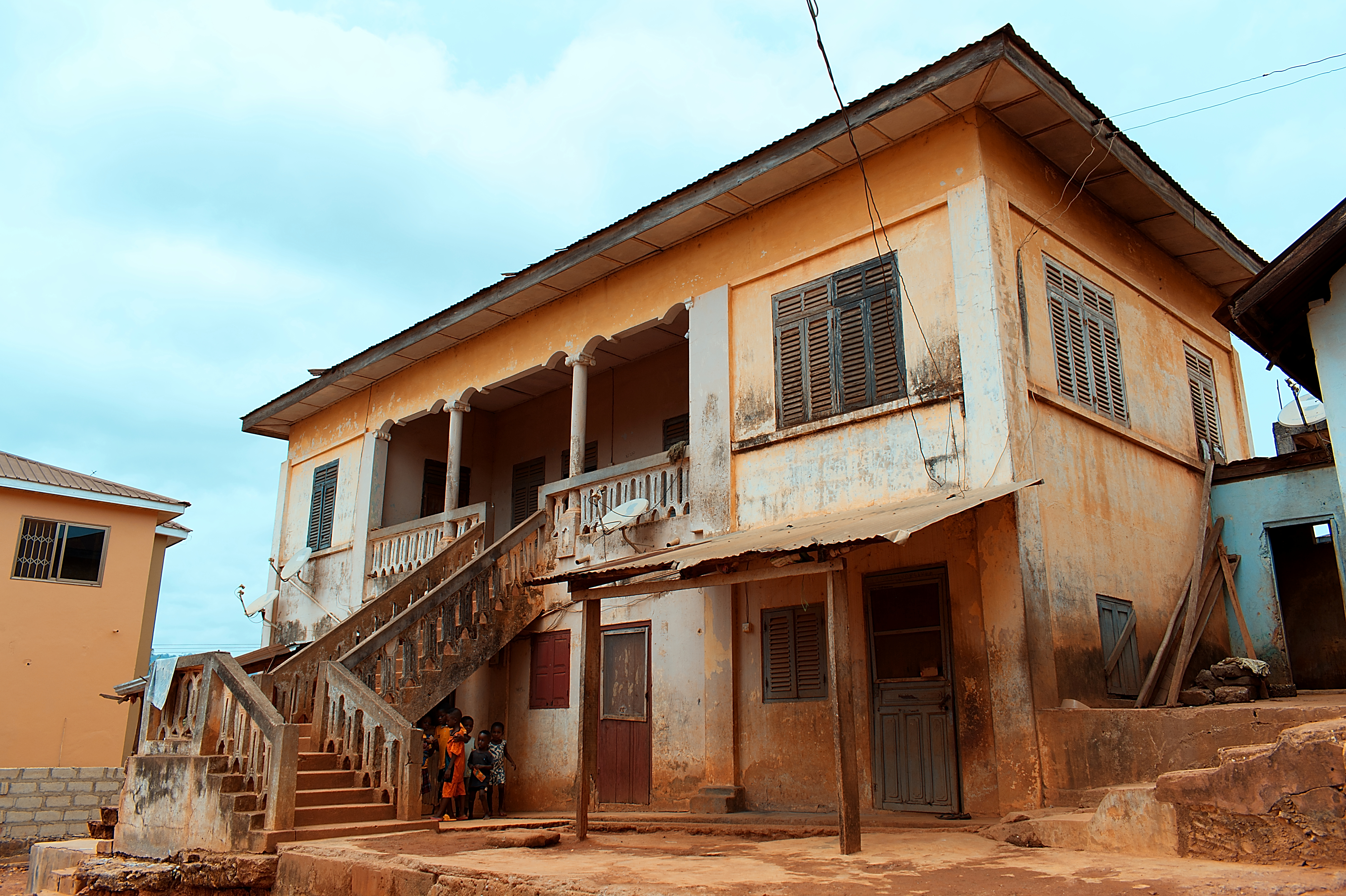
Ancienne demeure à Nkawkaw.

En 2013, sa population était de 61 785 habitants.